# Kalanchoe eriophylla

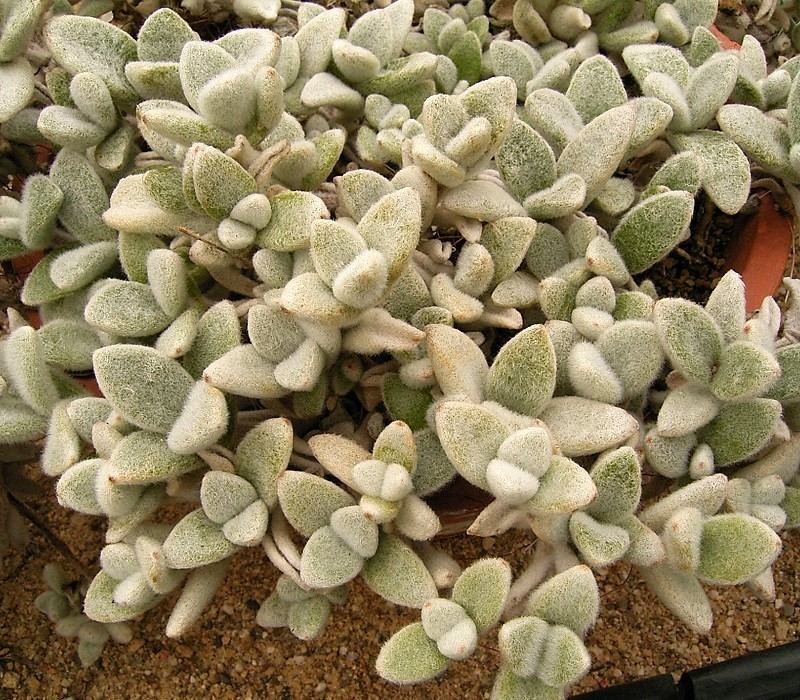
Habitus

Kalanchoe eriophylla ist eine Pflanzenart der Gattung Kalanchoe in der Familie der Dickblattgewächse (Crassulaceae).

## Beschreibung

### Vegetative Merkmale
Die mehrjährige Kalanchoe eriophylla wächst zwergig, mit aus der Basis stark verzweigenden Trieben und bildet dichte Matten. Sie ist überall sehr dicht mit weißlichem oder etwas rosafarbenem Filz aus langen, sternförmigen Haaren bedeckt. Die einfachen, leicht verholzten, 2 bis 5 Zentimeter langen Triebe sind schlank und kriechen mit aufgerichtetem Ende. Die sitzenden, sehr dicken und sehr fleischigen Laubblätter sind an der Basis verwachsen. Die Blattspreite ist 1,5 bis 3,5 Zentimeter lang und 1,2 bis 1,5 Zentimeter breit, lang eiförmig, verkehrt eiförmig bis fast zylindrisch, ganzrandig und an der Spitze stumpf.

### Blütenstände und Blüten
Die Blütenstände bilden 2- bis 7-blütige Cymen. Der Blütenstandsstiel wird bis zu 20 Zentimeter hoch. Die Blüten sind aufrecht oder abgespreizt. Der 1,5 bis 2 Millimeter lange, röhrenförmige, dicht behaarte Kelch hat dreieckige, zugespitzte Zipfel. Die glockenförmige, behaarte Blütenkrone ist rosa, violett bis blauviolett und bildet eine 4 bis 6,5 Millimeter lange Röhre. Die Zipfel sind verkehrt eiförmig, stumpf und werden 5 bis 10 Millimeter lang und 4 bis 8 Millimeter breit. Die Staubblätter sind unterhalb der Mitte der Kronröhre angeheftet und ragen über die Röhre leicht hinaus. Die etwa 0,3 Millimeter großen Staubbeutel sind nierenförmig. Das Fruchtblatt ist 3 bis 4 Millimeter lang. Der Griffel hat eine Länge von 1 bis 1,5 Millimeter.

### Früchte und Samen
Die Früchte sind aufrechte Balgfrüchte, die zahlreiche, verkehrt eiförmige Samen enthalten.

## Systematik, Chromosomenzahl und Verbreitung
Kalanchoe eriophylla ist in Zentral-Madagaskar auf Felsen verbreitet. Die Erstbeschreibung erfolgte 1857 durch Carl Theodor Hilsenberg und Wenceslas Bojer.
Die Chromosomenzahl ist {\displaystyle 2n=36}.
Ein Synonym ist Cotyledon pannosa Baker.
Die Art lässt sich nicht eindeutig einer der beiden Sektion der Gattung Kalanchoe zuordnen. Die aufrechten Blüten und der Kelch deuten auf die Sektion Kalanchoe, die tiefe Anheftung der Staubblätter weist dagegen auf die Sektion Bryophyllum hin.

## Nachweise